# Gazy jelitowe
Gazy jelitowe – mieszanina gazów, głównie azotu, tlenu, dwutlenku węgla, metanu, siarkowodoru i organicznych związków siarki obecna w układzie trawiennym na skutek połykania powietrza oraz procesów fermentacyjnych prowadzonych przez jelitową florę bakteryjną. Największe ilości gazów jelitowych gromadzą się w okrężnicy. Większość gazów jelitowych jest absorbowana do krwiobiegu. Pozostałe wydalane są przez odbyt (czynność ta nosi nazwę w języku łacińskim flatus). W zespole rozrostu bakteryjnego, zespole jelita drażliwego i podobnych schorzeniach gazy jelitowe mogą być częściej produkowane i mieć bardziej drażniący zapach niż u osoby zdrowej (→ wzdęcie).
Zasugerowano, że metan produkowany przez bakterie obecne w przewodzie pokarmowym przeżuwaczy jest współodpowiedzialny za zjawisko globalnego ocieplenia – łącznie z utylizacją ich odpadów stanowi to około 1/6 światowej produkcji metanu.

## Gazy jelitowe w kulturze i sztuce

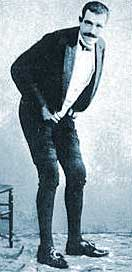
Joseph Pujol, zwany Le Pétomane (Pierdziel), w czasie jednego z „koncertów” (ok. 1890)

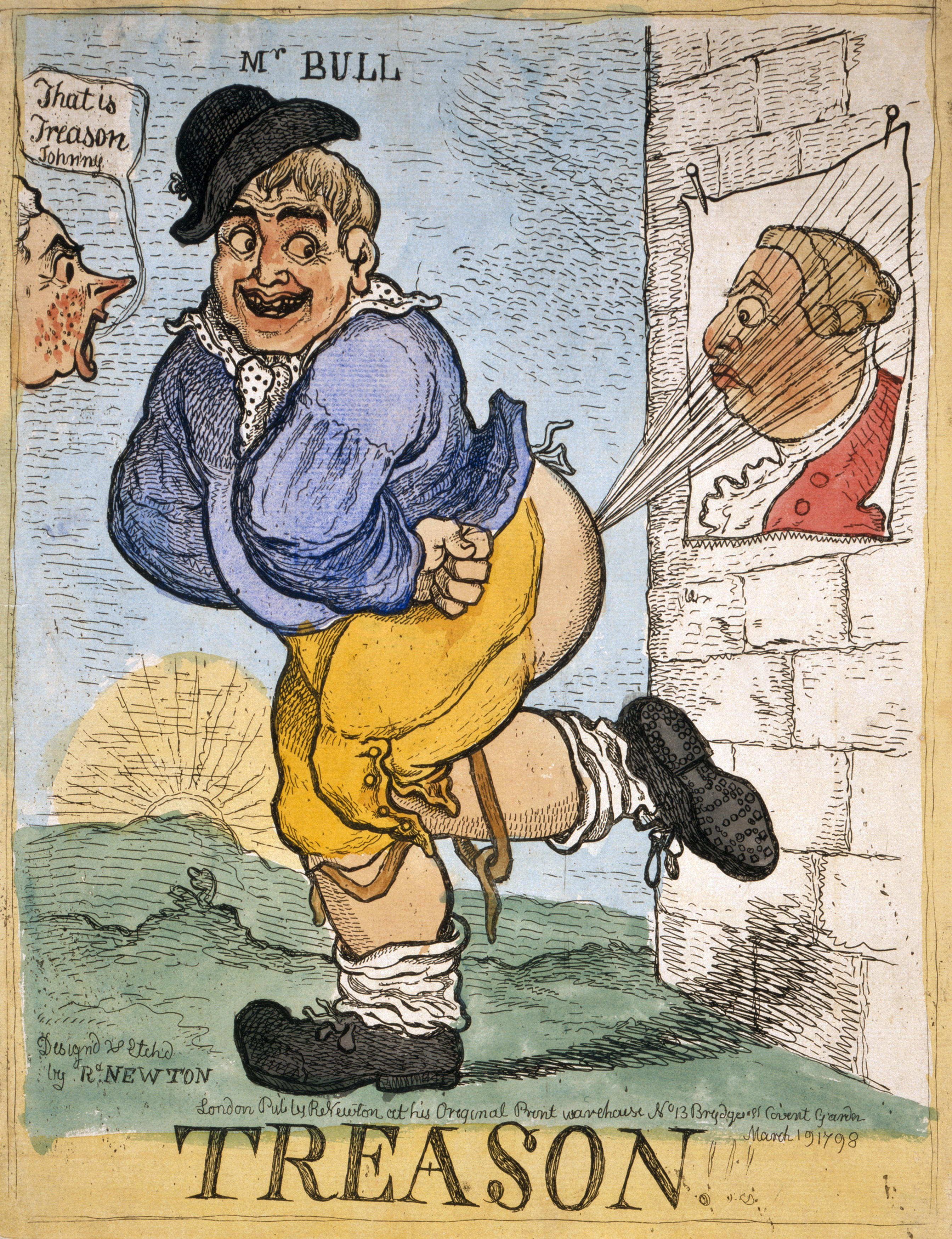
Złośliwe uwalnianie gazów jelitowych w obecności władcy (lub jego portretu) mogło być zakwalifikowane jako zbrodnia zniewagi majestatu i surowo ukarane, do kary śmierci włącznie (na rysunku znieważenie Jerzego III, króla Wielkiej Brytanii, 1798)

Na przestrzeni wieków, w wielu kulturach, oddawanie gazów jelitowych w obecności innych osób uchodziło za nieodpowiednie. Podobnie jak każde tabu, również i „zanieczyszczanie powietrza” (zwłaszcza niekontrolowane) stało się tematem żartów. Salvador Dalí poświęcił rozmaitym aspektom tej czynności najdłuższy rozdział swojego Dziennika Geniusza. Dalí dokonał tam klasyfikacji oddawania gazów jelitowych, wskazując na istnienie związków między sposobem ich uwalniania a osobowością (niewykluczone, że uwarunkowanych psychosomatycznymi zaburzeniami trawienia).
Innym artystą, który wypuszczanie gazów jelitowych podniósł do rangi sztuki, był Joseph Pujol, zwany Pierdzielem (fr. Le Pétomane). Wykorzystywał on mięśnie odbytu, pobudzane strumieniem gazów jelitowych, do wydawania modulowanych dźwięków. Jego koncerty cieszyły się olbrzymią popularnością w Paryżu na przełomie XIX i XX wieku, zaś najbardziej znanym utworem zaimprowizowanym przez autora w 1906 roku była Impresja na temat trzęsienia ziemi w San Francisco.
We francuskiej komedii Kapuśniaczek gazy jelitowe wypuszczane przez dwóch głównych bohaterów, Claude’a Ratiniera i Francisa Chérasse, stają się sygnałem sprowadzającym pilota UFO z planety Oxo.
Według anegdoty gazy jelitowe były przyczyną długotrwałej emigracji Edwarda de Vere, hrabiego Oksfordu. Przydarzyło mu się ich oddanie podczas wykonywania ukłonu wobec Elżbiety I. Ze wstydu podróżował siedem lat po Europie, by po powrocie usłyszeć od królowej słowa: „Wasza mość, zapomniałam już o tym pierdnięciu” (ang. My Lord, I had forgotten the fart).